# Józef Zegar
Józef Stanisław Zegar (ur. 30 października 1940 w Szynwałdzie) – polski agronom, nauczyciel akademicki i polityk, profesor nauk rolniczych, poseł na Sejm X i II kadencji.

## Życiorys
Ukończył w 1964 studia na leningradzkim uniwersytecie. W 1974 uzyskał stopień doktora nauk ekonomicznych w Szkole Głównej Planowania i Statystyki, w 1979 doktora habilitowanego. W 1987 otrzymał tytuł profesorski. W pierwszej połowie lat 80. był zastępcą dyrektora Instytutu Ekonomiki Rolnictwa i Gospodarki Żywnościowej. Następnie do 1998 pełnił różne funkcje w administracji rządowej, w tym wiceministra w Centralnym Urzędzie Planowania oraz w Ministerstwie Ochrony Środowiska i Zasobów Naturalnych.
Był posłem na Sejm X kadencji z ramienia Zjednoczonego Stronnictwa Ludowego z okręgu tarnowskiego oraz II kadencji z listy Polskiego Stronnictwa Ludowego z okręgu tarnowskiego.
Był pracownikiem naukowym w Katedrze Ekonomii Środowiska i Zasobów Naturalnych. Objął stanowisko profesora zwyczajnego w Instytcie Ekonomiki Rolnictwa i Gospodarki Żywnościowej, pełnił w nim funkcję dyrektora. Zasiadł w radzie naukowej IERiGŻ, został także wykładowcą Wyższej Szkoły Bankowości i Finansów w Bielsku-Białej i Wyższej Szkoły Rozwoju Lokalnego w Żyrardowie. Opublikował liczne prace naukowe z zakresu ekonomiki rolnictwa.
W 2010 prezydent RP Lech Kaczyński powołał go na członka Narodowej Rady Rozwoju.

## Odznaczenia
Odznaczony Krzyżem Oficerskim Orderu Odrodzenia Polski (2001), Złotym Krzyżem Zasługi i Medalem 40-lecia Polski Ludowej.

## Publikacje
- Sterowanie produkcją rolną, Warszawa 1975.
- Sterowanie i informacja w gospodarce żywnościowej, Warszawa 1981.
- Gospodarka żywnościowa. Problemy ekonomiki i sterowana (współautor), Warszawa 1983.
- Rolnictwo społecznie zrównoważone (współautor), Warszawa 2002.
- Kwestia dochodów w rolnictwie chłopskim w okresie transformacji, Warszawa 2002.
- Kierowanie zrównoważonym rozwojem społeczno-gospodarczym (ekorozwojem), Warszawa 2003.
- Dochody w strategii rozwoju rolnictwa (na progu integracji europejskiej), Warszawa 2004.
- Źródła utrzymania rodzin związanych z rolnictwem, Warszawa 2006.